# Hilter am Teutoburger Wald
Hilter am Teutoburger Wald är en kommun och ort i Landkreis Osnabrück i förbundslandet Niedersachsen i Tyskland.